# Skrzydlik chudy
Skrzydlik chudy (Fissidens exilis Hedw.) – gatunek mchu należący do rodziny skrzydlikowatych (Fissidentaceae). Występuje w Europie (w tym w Polsce), Azji, Afryce, introduktowany do Ameryki Północnej (Kanada, Stany Zjednoczone) i na Karaiby.

## Systematyka i nazewnictwo
Synonimy: Bryum viridulum Dicks., Fissidens bloxamii Wilson, Hypnum minutum WilsonFissidens gottscheaeoides Besch., Fissidens major Mitt.